# 金田号沉没事故
金田号沉没事故，为2023年1月24日的一起船难，发生在晚間10點許，香港籍貨輪金田號（JIN TIAN）航行至日本長崎縣五島市男女群島以西110公里處、韓國济州道西归浦市东南方向148.2公里处海域（韩日公海）翻覆後沉沒。截至26日晚，已搜寻到的13名船员中，5名无生命危险，8名船员已确认死亡，除遇难者外仍有9名成员下落不明。
| 国籍           | 获救 | 死亡 | 失踪 | 合计 |
| -------------- | ---- | ---- | ---- | ---- |
| 中华人民共和国 | 4    | 6    | 4    | 14   |
| 緬甸           | 1    | 2    | 5    | 8    |
| 总计           | 5    | 8    | 9    | 22   |

## 背景
事發貨轮名為金田號（JIN TIAN），排水量6551吨。
金田号注册在香港，由中国深圳蛇口船务运输有限公司的子公司长晖船务有限公司所有，该公司于2009年7月3日在香港成立。
2022年12月3日，金田号满载木材，由馬來西亞巴生市出发，计划前往韓國首爾市。金田号上載有22位船員，其中14位为中國籍船員，8位为緬甸籍船員。

## 事故經過
2023年1月24日晚間10時許，香港籍貨輪金田號（JIN TIAN）航行至日本長崎縣五島市男女群島以西110公里處、韓國济州道西归浦市东南方向148.2公里处海域（韩日公海）時，因載運木材途中翻覆後沉沒。
24日晚11時15分左右，金田號貨輪打衛星電話。次日凌晨1点45分许金田号发出手动操作的数字选择性呼叫（DSC）报警信号，该船船长在凌晨2点41分许与韩国海警通过卫星电话通话时决定弃船并让全体船员下船，随后通信中断。紧急无线电示位标（EPIRB）于当天凌晨3点7分许发出求救信号。韩国海警赶赴现场时该船已经完全沉没。事故发生时，现场附近被发出海上强风警报。现场为日本领海之外，巡逻船和飞机展开了搜索，但因强风受阻。
25日白天，韩国海警、日本海上保安厅、海上自卫队的5艘巡逻艇、4架飞机和2艘货船投入搜救工作。韩国海军海上巡逻机P-3C也参与搜寻。据抵达现场的巡逻船的报告显示，现场海域25日上午风速达每秒8米、浪高3米，水温14℃。日落后，搜救工作进入夜间模式。海警向事故海域派出1艘巡逻艇。韩国济州地方海洋警察厅表示该船22名船员中已有14人已获救，其中9人意识尚未恢复，韩日正携手搜寻另外8名失踪船员。救起的14人中，6人由韩国海警船救起，5人由一艘货轮救起，3人由日本飞机救起。
第七管區海上保安本部称，曾接到該貨輪的衛星電話稱“船已傾斜浸水”。海保和海上自卫队、韩国海洋警察厅的船只赶往现场。日本政府在首相官邸的危機管理中心設置情報聯絡室。
截至26日晚，已搜寻到的13名船员中，5名无生命危险，其中4名为中国籍；8名船员已确认死亡，其中6名为中国籍；除遇难者外仍有9名成员下落不明。

## 各方反應
- 日本
- 中国駐福岡總領事律桂軍表示，中方高度關注事故。中國駐日大使孔鉉佑表示，關注船員安危，希望日方繼續全力搶救獲救船員和搜救失蹤者[7]。
  -  香港特区政府27日表示，高度关注香港注册货轮金田号25日在日本长崎县男女群岛附近海域沉没事件，并对不幸遇难者表示深切哀悼[8]。

## 調查
日本海上保安廳發言人表示，目前尚不清楚這艘船沉沒的原因，也沒有跡象顯示它與另一艘船相撞。但事故發生時，日本正受強烈寒潮吹襲，當局對附近海域發出強風警報；日方在收到金田號的求救信號時風很大。貨船沉沒後，惡劣的天氣情況導致日本巡邏艇和飛機無法立即抵達現場，強風和巨浪也讓搜救速度有所放緩。當天上午11時，事發海域的風浪預警雖已解除，但風速仍達每秒8至10米，浪高2至3米。